# هيرمان باكر
هيرمان باكر (بالنرويجية البوكمول: Herman Backer)‏ هو مهندس معماري نرويجي، ولد في 30 أكتوبر 1856 في أوسلو في النرويج، وتوفي بنفس المكان في 21 مايو 1932.